# Джети-Огузский район
Джети-Огузский район (Жети-Огузский район; кирг. Жети-Өгүз району) — административная единица, расположенная на юго-востоке Иссык-Кульской области Кыргызстана.
Административный центр — село Кызыл-Суу — административная единица на юго-востоке Иссык-Кульской области Кыргызстана.

## Население
По данным переписи населения Кыргызстана 2009 года, киргизы составляют 74 852 человека из 82 085 жителей района (или 91,2 %), русские — 3660 человек или 4,5 %, дунгане — 1953 человека или 2,4 %, уйгуры — 744 человека или 0,9 %, татары — 259 человек или 0,3 %, казахи — 253 человека или 0,3 %.

## История
Район образован в 1930 году. Указом Президиума Верховного Совета Киргизской ССР от 29 октября 1958 года Джеты-Огузский район объединён с Покровским районом в один Джеты-Огузский район с центром в селе Покровка.

## Административно-территориальное деление
В состав Джети-Огузского района входят 13 аильных (сельских) округов, 47 аилов (сел):
- Ак-Дебенский аильный округ: с. Мундуз (центр), Ак-Дебе, Ан-Остен, Тилекмат;
- Ак-Шыйракский аильный округ: с. Ак-Шыйрак (центр), Культцентр, Ыштык;
- Алдашевский аильный округ: с. Саруу (центр), Джууку, Иссык-Кель;
- Барскоонский аильный округ: с. Барскоон (центр), Каракол, Кара-Сай, Сеок;
- Дарканский аильный округ: с. Даркан (центр);
- Джаргылчакский аильный округ: с. Ак-Терек (центр), Джениш, Кичи-Джаргылчак, Чон-Джаргылчак;
- Джети-Огузский аильный округ: с. Джети-Огуз (центр), Ак-Кочкор, Джеле-Дебе, Джети-Огуз (курорт), Кабак, Талды-Булак, Чырак;
- Кызыл-Суйский аильный округ: с. Кызыл-Суу (центр), Жалгыз-Орюк, Кайнар, Покровская Пристань;
- Липенский аильный округ: с. Липенка (центр), Богатыровка, Зелёный Гай, Ичке-Булун;
- Оргочорский аильный округ: с. Оргочор (центр), Боз-Бешик, Кургак-Айрык, Подгорное;
- Светлополянский аильный округ: с. Светлая Поляна (центр), Чон-Кызыл-Суу;
- Тамгинский аильный округ: с. Тамга (центр), Тосор;
- Ырдыкский аильный округ: с. Алкым (Балтабай) (центр), Джон-Булак, Комсомольское (Кытай), Конкино, Ырдык.